# Veslenupen
Veslenupen är en bergstopp i Antarktis. Den ligger i Östantarktis. Norge gör anspråk på området. Toppen på Veslenupen är 2 137 meter över havet, eller 485 meter över den omgivande terrängen. Bredden vid basen är 5,0 km.
Terrängen runt Veslenupen är kuperad åt sydost, men åt nordväst är den platt. Trakten är glest befolkad. Närmaste befolkade plats är Troll research station, 16,3 kilometer nordost om Veslenupen. 